# Нижньокансіярово
Нижньокансія́рово (рос. Нижнекансиярово, башк. Түбәнге Ҡанһөйәр) — присілок у складі Балтачевського району Башкортостану, Росія. Входить до складу Тучубаєвської сільської ради.
Населення — 155 осіб (2010; 196 у 2002).
Національний склад:
- башкири — 92 %